# Lobelia rhombifolia
Lobelia rhombifolia là loài thực vật có hoa trong họ Hoa chuông. Loài này được de Vriese mô tả khoa học đầu tiên năm 1845.